# Plagithmysus chenopodii
Plagithmysus chenopodii är en skalbaggsart som först beskrevs av Perkins 1938.  Plagithmysus chenopodii ingår i släktet Plagithmysus och familjen långhorningar. Inga underarter finns listade i Catalogue of Life.